# Ludwig Lachner
Ludwig Lachner (27 luglio 1910 – 19 maggio 2003) è stato un calciatore tedesco, di ruolo centrocampista.